# Cristianismo en Oriente Medio

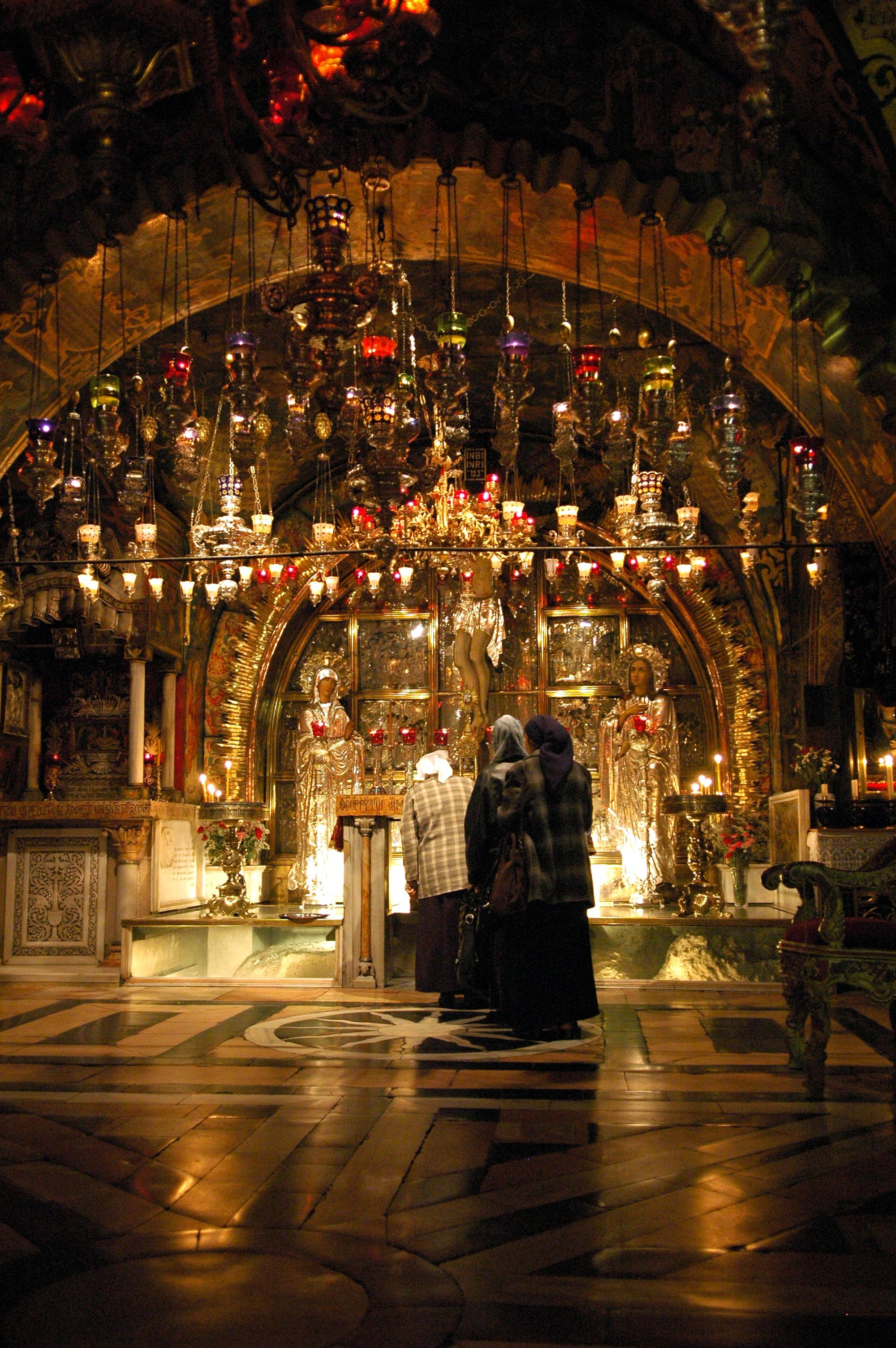
Iglesia del Santo Sepulcro, Jerusalén

El cristianismo, que se originó en el Medio Oriente, tuvo una extensa difusión entre los pueblos de la región desde el siglo IV hasta las conquistas sarracenas del siglo VII. 
Los cristianos forman el 5 % de la población, abajo del 20 % de comienzos del siglo XX.En 1910, los cristianos representaban el 13.6% de la población de Oriente Medio. En 2010, los cristianos eran sólo el 4.2% de la región, para la segunda década del siglo XX los cristianos constituyen menos de 3.6% de la población total.Es estimado que probablemente caerán a 6 millones para el año 2020.
El número de cristianos del Medio Oriente está cayendo debido a factores tales como tasas de nacimiento bajas comparadas con las de musulmanes, migración alta y persecución.
El grupo cristiano más numeroso en el Medio Oriente es la comunidad etno-religiosa egipcia de habla árabica, los coptos, quienes numeran de 6 a 11 millones de personas, la minoría copta ha sido tradicional mente marginada, sin embargo con la llegada Gamal Abdel Nasser (1956-1970) y el socialismo árabe adquirieron similares derechos que el resto de la población egipcia.
en los últimos años se ha visto un incremento en los niveles de violencia entre coptos y musulmanes y en choques entre coptos y las fuerzas de seguridad. Una serie de atentados y matanzas sucedieron durante los años 2015/2020
Los coptos residen principalmente en Egipto, con pequeñas comunidades en Israel, Palestina, Chipre y Jordania.  
Los maronitas de habla arábe numeran unos 1.1-1.2 millones a través del Medio Oriente. Los cristianos siríacos, en su mayoría asirios, étnicos, numeran 2 millones. Esas comunidades sufrieron una disminución significativa en la última década, ya que muchos de ellos huyeron de su nativo Irak tras la invasión estadounidense de 2003. Actualmente, la comunidad más grande de cristianos siríacos del Medio Oriente reside en Siria, numerando 877 000-1 139 000 personas, mientras que en Irak este número declinó a 400 000 (de 0.8-1.2 millones antes de la invasión estadounidense del 2003).
Los cristianos árabes, quienes son en su mayoría adherentes a la iglesia ortodoxa, junto a la Iglesia greco-católica melquita en comunión con el papa (usualmente relacionados con los árabes cristianos)componen casi 1 millón. Los árabes cristianos residen en gran parte en Líbano, Siria, Israel,  Palestina y Jordania. 
Los cristianos armenios numeran cerca de un millón, con su comunidad más grande en Líbano con 254 000 miembros. El número de armenios en Turquía es disputado con varias estimaciones. Más comunidades armenias residen en Siria, Jordania y en menor grado en otros países del Medio Oriente.[cita requerida]
Los griegos, quienes alguna vez habitaron grandes partes del Medio Oriente, declinaron desde las conquistas árabes y recientemente fueron reducidos severamente en Turquía, como resultado de la Catástrofe del Asia Menor, que siguió a la Primera Guerra Mundial. En la actualidad, la comunidad más grande de griegos del Medio Oriente reside en Chipre numerando alrededor de 793 000 (2008). Los griegos chipriotas constituyen el único estado en el Medio Oriente con mayoría cristiana,[cita requerida] aunque Líbano fue fundado con una mayoría cristiana en la primera mitad del siglo XX.
Grupos cristianos más pequeños incluyen georgianos, mesiánicos, rusos y otros. Existen actualmente varios millones de trabajadores extranjeros cristianos en el área del Golfo Pérsico, mayormente de Filipinas e Indonesia. [cita requerida]
Los cristianos del Medio Oriente son relativamente acomodados, bien educados y políticamente moderados, teniendo en la actualidad un rol activo en varios aspectos sociales, económicos y políticos en el Medio Oriente.[cita requerida]